# 細川亙
細川 亙（ほそかわこう、1954年9月15日 - ）は日本の形成外科医である。大阪大学医学部形成外科学教室の初代教授、日本形成外科学会理事長、日本形成外科手術手技学会理事長などを歴任し、2017年には日本人として初で全世界でも史上7人目となるアメリカ形成外科学会名誉会員に推挙された。また、明智光秀、細川藤孝（幽斎）、細川忠興、細川ガラシャ、細川忠隆など戦国時代に活躍した有名人の後裔である 。

## 出自
戦国大名細川忠興・ガラシャ夫妻の長男・細川忠隆の子孫にあたる。従って戦国時代における武将で文化人でもある細川藤孝（幽斎）および明智光秀の子孫となる。細川忠隆の子孫は江戸時代には細川内膳家（右京家、細川氏）として続き、明治を迎えた。曾祖父の細川忠穀（ただよし）は正五位・男爵。

## 生い立ち
熊本市において細川隆康・美子（はるこ）夫妻の三男として出生した。熊本市立五福小学校、同白川中学校、熊本県立熊本高等学校を経て 1973年に大阪大学医学部医学科に進学した。医学部在学中に法学に目覚め、医学と並行して法学を独学した。司法試験2次試験短答式試験を2度受験しいずれも合格した。

## 医師（形成外科医）としての活躍
1979年の大阪大学卒業後直ちに医師国家資格を得て約半年の間、医学部付属病院で皮膚科を研修した。
その後大阪中之島にある財団法人住友病院で形成外科の研修を開始、香川医科大学（現香川大学医学部）、麻田総合病院（丸亀市）、関西労災病院などでの形成外科勤務を経て1994年に大阪大学に復職した。大阪大学では皮膚科学教室の講師として形成外科診療班長を務めながら、形成外科学教室の設立のために活動した。
その結果、1999年に独立した診療科としての形成外科の開設を大阪大学で果たし、初代教授に就任した。2007年には形成外科学分野としては日本初となる寄付講座として美容医療学講座を大阪大学に設立し、その後も乳房再生医学寄付講座、抗体美容医科学寄付講座を作るなど、形成外科・美容医療分野の発展に尽くした。
2012年に第30回日本頭蓋顎顔面外科学会総会・学術集会、2017年には第60回日本形成外科学会総会・学術集会（還暦記念学会）の会長を務めた。また、2015年、日本形成外科学会理事長に就任し、2017年には、日本人としては史上初、全世界でも歴史上7人のみにしか与えられていないアメリカ形成外科学会名誉会員の称号を授与された。
2018年に大阪大学を退職し、地域医療機能推進機構大阪みなと中央病院長に就任した。2019年学術雑誌「形成外科」（克誠堂出版）の編集長に就任。2020年にはメディカルノートの医療アドバイザーになり、また同年に集中医療大賞も受賞した。日本形成外科学会名誉会員、日本頭蓋顎顔面外科学会名誉会員、日本形成外科手術手技学会名誉会員、大阪大学名誉教授など多数の名誉称号を持つ 。